# Luca Maric
Luca Maric (* 11. September 1965 in Valjevo, Serbien, damals Sozialistische Föderative Republik Jugoslawien) ist ein deutscher Schauspieler.

## Leben
Maric wurde im ehemaligen Jugoslawien geboren und ist serbischer Abstammung. Maric begann seine Schauspielkarriere Ende der 1980er Jahre als Kleindarsteller, u. a. in den Fernsehserien Großstadtrevier und Tatort. Er spielte in Fernsehfilmen und war regelmäßig in Fernsehserien  in Episodenhaupt- und -nebenrollen zu sehen. Maric wurde hierbei meistens als Gangster, Gauner, Bösewicht und als Darsteller zwielichtiger, undurchsichtiger Figuren besetzt. Diesem Rollentypus blieb Maric auch in der Folgezeit weitgehend treu. Häufig spielte er ausländische Charaktere mit Migrationshintergrund, insbesondere vom Balkan und aus dem ehemaligen Jugoslawien.
Maric hatte u. a. Episodenrollen in den Serien Der Clown (1998), Der Ermittler (2001), Im Namen des Gesetzes (2001; als Waffenhändler Dossek), Doppelter Einsatz (2004; als Gemüsegroßhändler Giorgos Amanidis), Mit Herz und Handschellen (2005; als Albaner Dimitri Kouros), M.E.T.R.O. – Ein Team auf Leben und Tod (2006), SOKO 5113 (2006; als Schleuser Rade Petkovic), SOKO Kitzbühel (2008; als albanischer Bauherr Besian Frasheri), Notruf Hafenkante (2008; als Wirtschafter des Bordells ‚Big Easy‘), SOKO Stuttgart (2011; als Chef eines Fallschirmspringerclubs), Ein Fall für zwei (2011; als dubioser Musikproduzent und selbsternannter „Graf von Bonames“), Der Staatsanwalt (2012; als Nachtclub-Besitzer Mike Drewsen), Der letzte Bulle (2013; als Bösewicht Branko Palic), Heiter bis tödlich: Koslowski & Haferkamp (2014; als Privatdetektiv einer Versicherung) und Heldt (2015; als Tätowierer „Tinte“).
2011 war Maric in der ARD-Vorabendserie Verbotene Liebe als Bösewicht Dr. Berger zu sehen. Eine wiederkehrende Serienrolle hatte Maric zwischen 2011 und 2015 in der ZDF-Krimiserie SOKO Wismar. Er spielte Heiner Lommack, einen stadtbekannten Geldverleiher und Kriminellen, der als „Pate von Wismar“ bekannt ist. Im Tatort: Ordnung im Lot (2012) verkörperte er den Mörder Rade Loncar. In dem ARD-Fernsehfilm Die Frauen der Wikinger – Odins Töchter (2014) spielt er den Schiffseigner Ulf, den Ehemann der, von Esther Schweins gespielten, weiblichen Hauptfigur Sigrun. Von Januar 2015 bis September 2022 übernahm Maric die Rolle des ungehobelten, aber auch charmanten Handwerkers Robert Küpper in der RTL-Soap Unter uns.
1995 wirkte er bei den Karl-May-Festspielen in Bad Segeberg mit.
2012–2017 betrieb Maric die Pyrates Bar am Hamburger Fischmarkt.

## Filmografie (Auswahl)
- 1991–2012: Großstadtrevier; Fernsehserie (acht Folgen, verschiedene Rollen)
- 1997: Doppelter Einsatz (Folge: Wasserschaden); Fernsehserie
- 1998: Die Rettungsflieger (Folge: Schwarzer Freitag); Fernsehserie
- 1998: Der Clown (Folge: Todesengel); Fernsehserie
- 1999: Küstenwache (Folge: Meuterei auf der Cádiz); Fernsehserie
- 2001: Delta Team – Auftrag geheim!: Unsichtbare Gegner (Fernsehfilm)
- 2001: Im Namen des Gesetzes (Folge: Tod im OP); Fernsehserie
- 2001: Der Ermittler (Folge: Zweikampf); Fernsehserie
- 2002: Alles Atze (Folge: 12 Uhr Mittags); Fernsehserie
- 2003: Der letzte Lude (Kinofilm)
- 2003: Mörderischer Plan (Fernsehfilm)
- 2004: Doppelter Einsatz (Folge: Harte Bandagen); Fernsehserie
- 2004: Im Namen des Gesetzes (Folge: Verhör ohne Gnade); Fernsehserie
- 2005: Mit Herz und Handschellen (Folge: Abgekartetes Spiel); Fernsehserie
- 2006: M.E.T.R.O. – Ein Team auf Leben und Tod (Folge: Krim-Kongo); Fernsehserie
- 2006: Chain Reaction (Spielfilm)
- 2006: SOKO 5113 (Folge: Tödliches Paradies); Fernsehserie
- 2006: Ein starkes Team: Dunkle Schatten (Fernsehfilm)
- 2007: GSG 9 – Ihr Einsatz ist ihr Leben (Folge: Paradies); Fernsehserie
- 2007: Underdogs (Kinofilm)
- 2008: SOKO Kitzbühel (Folge: Amnesie); Fernsehserie
- 2008: Notruf Hafenkante (Folge: Große Freiheit); Fernsehserie
- 2008: Dr. Psycho – Die Bösen, die Bullen, meine Frau und ich (Folge: Blumen, Gedichte und Arschlöcher); Fernsehserie
- 2008: Küstenwache (Folge: Die Büchse der Pandora); Fernsehserie
- 2009: Bis an die Grenze (Fernsehfilm)
- 2010: Mein Song für Dich (Fernsehfilm)
- 2010: Alarm für Cobra 11 – Die Autobahnpolizei (Folge: Der Angriff); Fernsehserie
- 2010: Lindenstraße (Fernsehserie)
- 2011: Verbotene Liebe (Fernsehserie)
- 2011: SOKO Stuttgart (Folge: Sprung ins Nichts); Fernsehserie
- 2011: Ein Fall für zwei (Folge: Der Fall Matula); Fernsehserie
- 2011: Polizeiruf 110 – Feindbild
- 2011–2015: SOKO Wismar; Fernsehserie (Seriennebenrolle)
- 2012: Der Staatsanwalt (Folge: Schlangengrube); Fernsehserie
- 2012: Der letzte Bulle (Folge: Ohne Moos nix los); Fernsehserie
- 2012: Tatort – Ordnung im Lot (Fernsehfilm)
- 2012: Nägel mit Köppen (Fernsehfilm)
- 2013: Der Sieger in dir
- 2013: Turbo & Tacho (Fernsehfilm)
- 2013: Mord nach Zahlen (Fernsehfilm)
- 2014: Unterwegs mit Elsa (Fernsehfilm)
- 2014: Die Frauen der Wikinger – Odins Töchter (Fernsehfilm)
- 2014: Heiter bis tödlich: Koslowski & Haferkamp (Folge: Der Transporter); Fernsehserie
- 2015: Heldt (Folge: Die Gang); Fernsehserie
- 2015–2022: Unter uns (Fernsehserie)
- 2017: Zwischen den Jahren (Fernsehfilm)
- 2018: Pastewka (Folge: Die neue Nummer); Sitcom
- 2019: Ein Fall für zwei (Folge: Im Schatten der Venus); Fernsehserie
- 2020: Lassie – Eine abenteuerliche Reise
- 2024: Achtsam Morden (Netflix-Serie)